# Ursula Brunner (Rechtsanwältin)
Ursula Brunner (geboren am 23. Juni 1950; gestorben am 17. Juli 2019 in Zürich) war eine Schweizer Anwältin.

## Werdegang
Ihre berufliche Tätigkeit widmete Ursula Brunner hauptsächlich umweltrechtlichen Fragestellungen. So wirkte sie zwischen 1985 und 2003 massgeblich am Kommentar zum Umweltschutzgesetz und damit an der Gestaltung des damals jungen Rechtsgebiets mit. Darüber hinaus verfasste sie  Beiträge in Fachzeitschriften zu umweltrechtlichen Themen. Für ihre Leistungen als «Pionierin des Umweltrechts» wurde ihr 2008 von der Universität Zürich die Ehrendoktorinnenwürde verliehen. Zwischen 1998 und 2004 amtete Ursula Brunner als Ersatzrichterin des Verwaltungsgerichts des Kantons Zürich. Als Anwältin war sie  als Gutachterin und beratend tätig, begleitete als Expertin Rechtsetzungsprojekte und nahm Einsitz in der Eidgenössischen Kommission für Lufthygiene (EKLB) sowie in der Beratenden Kommission der EAWAG.
Daneben wirkte sie im Vorstand der Vereinigung für Umweltrecht sowie in der Redaktionskommission der  Fachzeitschrift „Umweltrecht in der Praxis“ mit. Auch ihre forensische Tätigkeit konzentrierte sich auf umweltrechtliche Themen, hauptsächlich in den Bereichen des Altlasten- sowie des Klimarechts.

### Anwältin für mehr Klimaschutz
Ursula Brunner agierte auch als Rechtsanwältin im Verein der Klimaseniorinnen Schweiz. Sie hat die Beschwerde mit Cordelia Bähr verfasst. 384 Frauen im AHV-Alter klagten den Bund an, weil nicht nur die aktuelle, sondern auch die geplante Klimagesetzgebung ihr verfassungsmässiges Grundrecht auf Leben und Gesundheit verletze.
Ältere Frauen seien weit stärker vom Klimawandel betroffen als der Rest der Bevölkerung. Aus physiologischen Gründen seien sie während Hitzeperioden einem viel höheren Risiko hitzebedingter Gesundheitsschäden ausgesetzt. Hitze könne für ältere Frauen zum Tod führen, sagte Rechtsanwältin Ursula Brunner, als sie die Klage den Medien vorstellte.
Die Klage der Klimaseniorinnen wurde im Jahr 2016 beim Eidgenössischen Departement für Umwelt, Verkehr, Energie und Kommunikation UVEK eingereicht – und dann abgelehnt. Auch die Beschwerde, die sie im Mai 2017 beim Bundesverwaltungsgericht einreichten, ist im Dezember 2018 abgelehnt worden. Danach zogen sie die Klage weiter ans Bundesgericht, wo sie im Mai 2020 abgewiesen wurde. Nun zogen sie die Klage weiter an den Europäischen Gerichtshof für Menschenrechte, wo sie mit der Urteilsverkündung vom 9. April 2024 recht bekamen.

### Engagement im Bereich Gewässerschutz
Ursula Brunner war langjährige Stiftungsrätin der Greinastiftung zur Erhaltung der alpinen Fliessgewässer.

## Publikationen
Die Website der Kanzlei ettlersuter Rechtsanwälte wies am 13. Mai 2021 folgende Publikationen von Ursula Brunner auf der Kanzlei-Website aus:
- Internationale Klimafinanzierung – Verfassungsrechtliches Gutachten zuhanden von Alliance Sud betreffend die rechtlichen Anforderungen an zusätzliche Finanzierungsinstrumente,
- 28. Februar 2019 (zusammen mit Matthias Hauser und Nina von Büren). PDF
- KlimaSeniorinnen: lessons from the Swiss senior women's case for future climate litigation, Journal of Human Rights and the Environment, Vol. 9 No. 2, September 2018, pp. 194–221
- Ist das Schweizer Klimaziel verfassungskonform? Auf der Basis eines Gutachtens im Auftrag von Greenpeace Schweiz, AJP 2016, S. 1219–1228 (zusammen mit Cordelia Bähr)
- Vollzugsmängel verhindern und nötigenfalls korrigieren, URP 2015 S. 611–655
- Die Bedeutung des Standes der Technik im Umwelt- und Energienutzungsrecht, URP 2015 S. 181–233
- Schützt uns das schweizerische Immissionsschutzrecht genügend? Oekoskop / Zeitschrift der Ärztinnen und Ärzte für Umweltschutz Nr. 2/14, S. 17–19
- Als Anwältin Umweltschutz fördern. In: Juristinnen in der Schweiz: Anders! Bern (Editions Weblaw) 2014, S. 37–44
- Rechtsfragen zu verschiedenen Anlagentypen im Zusammenhang mit dem Erlass lufthygienischer Emissionsbegrenzungen für Maschinen und Fahrzeuge, Rechtsgutachten im Auftrag des BAFU, 2013 (zusammen mit Martin Looser). Online
- Auf dem Weg zur integralen Wasserwirtschaft: Das Solothurner Gesetz über Wasser, Boden und Abfall (GWBA), URP 2013 479–506
- Konsequenzen der aktuellen Überfinanzierung des Gemeindeverbandes REAL – Begutachtung zuhanden von Vorstand und Geschäftsleitung des Gemeindeverbands Recycling Entsorgung Abwasser Luzern (REAL), Zürich 2013 (zusammen mit Martin Looser). PDF
- Schutzintensität und Interessen im Umweltrecht – Eine Auswertung von neun umweltrechtlichen Erlassen, Rechtsgutachten im Auftrag des BAFU, Zürich 2012 (zusammen mit Martin Looser). Online
- Erlass und Umsetzung von Bundesrecht im Bereich Raumplanung und Umwelt – Bericht aus dem Workshop, in: Die Rolle von Bund und Kantonen beim Erlass und bei der Umsetzung von Bundesrecht, 12. Jahrestagung des Zentrums für Rechtsetzungslehre, hrsg. von Felix Uhlmann, Zürich/St. Gallen 2013, S. 83–94
- Besprechung von Griffel Alain/Rausch Heribert (Hrsg.: Vereinigung für Umweltrecht), Kommentar zum Umweltschutzgesetz, Ergänzungsband zur 2. Auflage. URP 2012 S. 371–386
- 25 Jahre Vereinigung für Umweltrecht und Umweltrecht in der Praxis. URP 2011 S. 753–763 (französische Übersetzung S. 764–775)
- Das Verhältnis von Luft und Wald im Spiegel politischer Herausforderungen. In: Umwelt und Gesellschaft im Einklang? – Festschrift für Willi Zimmermann. Hrsg. v. Kurt Bisang, Christian Hirschi, Karin Ingold, Zürich 2011, S. 71–86 (mit Martin Looser)
- Nachhaltigkeitsberichterstattung – Warum das Schweizer Recht mit Vorschriften für börsenkotierte Unternehmen zu ergänzen ist. In: Kommunikation – Festschrift für Rolf H. Weber zum 60. Geburtstag, hrsg. v. Rolf Sethe, Andreas Heinemann, Reto M. Hilty, Peter Nobel, Roger Zäch, Bern 2011, S. 255–274
- Der altlastenrechtliche Flickenteppich: Gestern – Heute – Morgen. URP 2011 S. 507–527
- Eine Fallstudie zur Rechtsetzungsmethodik bei legislativen Grossprojekten: Die Erarbeitung des Solothurner Gesetzes über Wasser, Boden und Abfall (GWBA). LeGes 2010/2 S. 151–185
- Zur Verwendung der Gelder des VASA-Fonds bei Deponien. URP 2009 S. 603–622 (mit Adrian Strütt)
- 20 Jahre Umweltschutzgesetz – Rückblick und Würdigung. ZBl 2005 S. 1–35 (mit Helen Keller)
- Regulierung, Deregulierung und Selbstregulierung im Umweltrecht. ZSR 2004 II S. 307–370
- Kommentar zum Umweltschutzgesetz. 2. Aufl., 1998–2003
- Rechtsgutachten im Auftrag der EKL betreffend Grundlagen für die Anordnung verschärfter Emissionsbegrenzungen bei kanzerogenen Luftschadstoffen, Zürich 1. September 2000. Online
- Staatliche Rechtsetzung contra Selbstregulierung – Neue Ansätze im Umweltschutzrecht mit Vorbildcharakter. NZZ vom 13./14. Juni 1998 S. 87
- New Public Management und Umweltschutzverwaltungen – Ein Diskussionsbeitrag. URP 1998 S. 81–94
- Altlasten und die Auskunftspflicht nach Art. 46 USG. URP 1997 S. 5–28
- Bauen im Uferbereich – Schützen die Schutznormen? URP 1996 S. 744–760
- Geschwindigkeitsbeschränkungen auf Autobahnen zum Schutz vor übermässigen Immissionen. URP 1995 S. 463–497
- Bauen in geschützter Umgebung – Aspekte des heutigen Umweltrechts. In: Baurechtstagung 1995 Band I, S. 36–60
- Kommentar zum Umweltschutzgesetz. 1. Auflage (1986–1993)
- Schweizer Lexikon 91, Rechtliche Ausführungen zu 35 Stichworten aus dem Bereich Umweltrecht (z. B. Immissionsgrenzwerte, Immissionsschutz, Natur- und Landschaftsschutz, Smog, Umweltschutzgesetz). Luzern 1991
- Zulassungsbeschränkungen für neue Anlagen bei Überschreitung von Luft-Immissionsgrenzwerten? Zur rechtlichen Zulässigkeit der "Saldostrategie" im Sinne von § 7 des Vernehmlassungs-Entwurfs (vom Februar 1989) zu einem basellandschaftlichen Umweltschutzgesetz. URP 1990 S. 212–233
- Übertragung von Umweltschutz-Verwaltungsaufgaben an Dritte. Bern (Schriftenreihe Umweltschutz Nr. 108) 1989
- Das Vollzugsinstrument des Massnahmenplanes gemäss Art. 31ff. LRV. URP 1988 S. 24–42
- Rechtsetzung durch Private – Private Organisationen als Verordnungsgeber. Dissertation, Zürich 1982